# Шульга Олег Анатолійович
Олег Анатолійович Шульга — український актор театру та кіно,  український військовик, учасник російсько-української війни.

## Біографія
Народився 10 квітня 1979 року в Дніпропетровську. Мама, Любов Петрівна, працювала медсестрою, батько, Анатолій Іванович, слюсарем на заводі. Олег — третя дитина. Старший брат, Ігор, також актор (разом зіграли в фільмі «Позивний „Бандерас“»). Закінчив Фізико-технічний факультет Дніпровського національного університету імені Олеся Гончара, отримав спеціальність «інженер-механік ракетно-космічних літальних апаратів». Після закінчення університету півтора року пропрацював інженером на Нижньодніпровському турбопрокатному заводі.
Актор Дніпровського драматичного молодіжного театру «Віримо» з 2003 р. З 2020 актор Івано-Франківського драматичного театру.
Учасник АТО (2014—2015). З 2022 - офіцер Збройних сил України.
З 2021 року - директор фестивалю кіно і дерев "Сад пам'яті".
Головна роль — Антон Саєнко в фільмі режисера Зази Буадзе «Позивний „Бандерас“» відзначена нагородами Міжнародних Кінофестивалів:
2019 р. Міжнародний кінофестиваль у Лондоні,
«Позивний „Бандерас“» — краща головна роль у іншомовному фільмі.
2019 р. Міжнародний кінофестиваль у Барселоні,
«Позивний „Бандерас“» — краща чоловіча роль.
2019 р. Міжнародний кінофестиваль «Корона Карпат» м. Трускавець, «Позивний „Бандерас“», краща чоловіча роль.

## Спектаклі
- «Кім» (Халдєєв)
- «Тепленьке місце» (Юсов)
- «Дуже проста історія» (сусід)
- «Чайка» (Дорн)
- «Останній строк» (Михайло)
- «Ворон» (Міллон)
- «Дульсінея Тобоська» (кабальєро)
- «Забути Геростата!» (Клеон)
- «Голодна кров»
- «Самогубець»
- «Моя професія — сеньйор з вищого світу» (Антоніо)

## Фільмографія
| Рік  | Назва                | Фільм/серіал             | Персонаж                |
| ---- | -------------------- | ------------------------ | ----------------------- |
| 2017 | Червоний             | фільм                    | Віктор Гуров            |
| 2017 | Нюхач                | серіал, 3 сезон, 1 серія | Сергій Савянко          |
| 2018 | Позивний «Бандерас»  | фільм                    | Антон Саєнко «Бандерас» |
| 2020 | Доброволець          | серіал, 1 сезон          | Дмитро                  |
| 2021 | Із зав'язаними очима | фільм                    | Макс                    |
| 2022 | Снайпер. Білий ворон | фільм                    | Дунай                   |
| 2023 | Довбуш               | фільм                    | опришок «Стрілець»      |